# Feliks Borzewicki
Feliks Borzewicki herbu Grzymała – cześnik łęczycki w latach 1525-1545.
Poseł na sejm krakowski 1538/1539 roku z województwa łęczyckiego.